# Pałac w Falentach
Pałac w Falentach – wczesnobarokowy pałac z I połowy XVII wieku, znajdujący się w Falentach, w gminie Raszyn. Wybudowany został około 1620 roku przez Zygmunta Opackiego, podkomorzego warszawskiego. Jest otoczony parkiem krajobrazowym.

## Opis
Gościli tu m.in. królowie Zygmunt III i Władysław IV, jak również w marcu 1646 królowa Ludwika Maria Gonzaga.
W wyniku potopu szwedzkiego pałac został zniszczony. Odnowiony został w 1717 przez Franciszka Jana Załuskiego, wojewodę czernihowskiego. Często przebywali tutaj ambasadorowie, m.in. w 1717 ambasador wenecki Dolfin. Około 1787 Piotr Tepper i jego adoptowany siostrzeniec Piotr Fergusson Tepper, którzy nabyli posiadłości w Raszynie i Falentach, dokonali modernizacji pałacu. Projekt przygotował architekt warszawski, z pochodzenia Saksończyk – Szymon Bogumił Zug. Po przebudowie pałacu w Falentach w sobotę 21 lipca 1787 gościł tu król Stanisław August Poniatowski powracający z podróży na Kijowszczyznę przez Kraków do Warszawy.
Zofia Danglowa umieściła na pałacu tablicę upamiętniającą bitwę pod Raszynem i odbudowę pałacu. W 1839 majątek w Falentach kupił warszawski kupiec Jan August Spiski. Zbudował on oranżerię i założył hodowlę kwiatów, powiększył ogród, a cały majątek dźwignął z ruiny. Potem w 1845 posiadłość trafiła w ręce Marii z Tyzenhauzów hr. Przeździeckiej i hr. Aleksandra Przeździeckiego. W latach 1852–1857 dokonali oni przebudowy pałacu, dobudowano m.in. oficyny. Projekt przygotował znany włoski architekt Franciszek Maria Lanci. W latach 1872–1909 właścicielem pałacu był Gustaw Przezdziecki, a 1909–1939 jego córka, Zofia Czetwertyńska. W latach II wojny światowej w Falentach działał ośrodek wypoczynkowy dla wyższych oficerów SS i funkcjonariuszy gestapo. W 1945 pałac przejęty został przez Skarb Państwa i po odbudowie wg projektu architekta Franciszka Kanclerza urządzono w nim siedzibę Najwyższej Izby Kontroli, a następnie (od 1952 r.) Rady Państwa. Obecnie mieszczą się tu Instytut Melioracji i Użytków Zielonych (od 1964; w 2010 zmienił nazwę na Instytut Technologiczno-Przyrodniczy) oraz Wyższa Szkoła Przedsiębiorczości i Rozwoju Regionalnego (od 2002).